# Joseph Coutts
Joseph Coutts (Amritsar, 21. srpnja 1945.) pakistanski je prelat Katoličke Crkve, koji je služio kao nadbiskup Karachija od 2012. do 2021. godine.
Coutts je dugogodišnji predsjednik pakistanskog Caritasa i upravljao je njegovim naporima za obnovu nakon potresa 2005. godine.